# Tây Ninh
Tây Ninh wymowaⓘ – stolica prowincji Tây Ninh w Wietnamie. W 2009 roku liczyło 68 979 mieszkańców.
W mieście znajduje się główna świątynia kaodaistyczna założona w 1923 roku.